# Monika Maciejewska
Monika Katarzyna Maciejewska-Banit, née le 22 mai 1970 à Varsovie, est une escrimeuse polonaise, pratiquant l'épée.

## Palmarès

### Jeux olympiques d'été
- 1992 à Barcelone, (Espagne)
  - 8e en fleuret par équipes
  - 27e en fleuret individuel

### Championnats d'Europe
- 2000 à Funchal
  -  Médaille de bronze en fleuret individuel
- 1998 à Plovdiv
  -  Médaille de bronze en fleuret individuel
  -  Médaille de bronze en fleuret par équipes
- 1997 à Gdańsk
  -  Médaille de bronze en fleuret individuel

### Championnats de Pologne
- en 1994:
  -  Championne de Pologne en fleuret
- en 1999:
  -  Championne de Pologne en épée